# 독립당 (아이슬란드)
독립당(영어: Independence Party, 아이슬란드어: Sjálfstæðisflokkurinn)은 아이슬란드의 보수주의 정당이자 현재 아이슬란드의 정당 중에서 가장 규모가 크다.

## 역사
1929년 5월 25일에 보수당, 자유당이 재합병과 동시에 창립된 정당으로 1907년에 창당된 독립당이 시초가 되었다. 1931년에 두 정당 합병 이후 역사상 최초로 아이슬란드 총선을 치렀다. 현재 이 정당은 진보당과 연립 정부를 주도하고 있으며 2007년 아이슬란드 총선에서 12석에서 5개의 의석을 잃고, 7석이 되었다. 2009년 아이슬란드 총선에서 사회민주동맹에 연립 정부를 내주고 제2당이 되었다.
2013년 아이슬란드 총선에서 19석을 획득하면서 진보당과 함께 연립 정부를 구성했다. 현재는 여당이다.